# Kauto Star

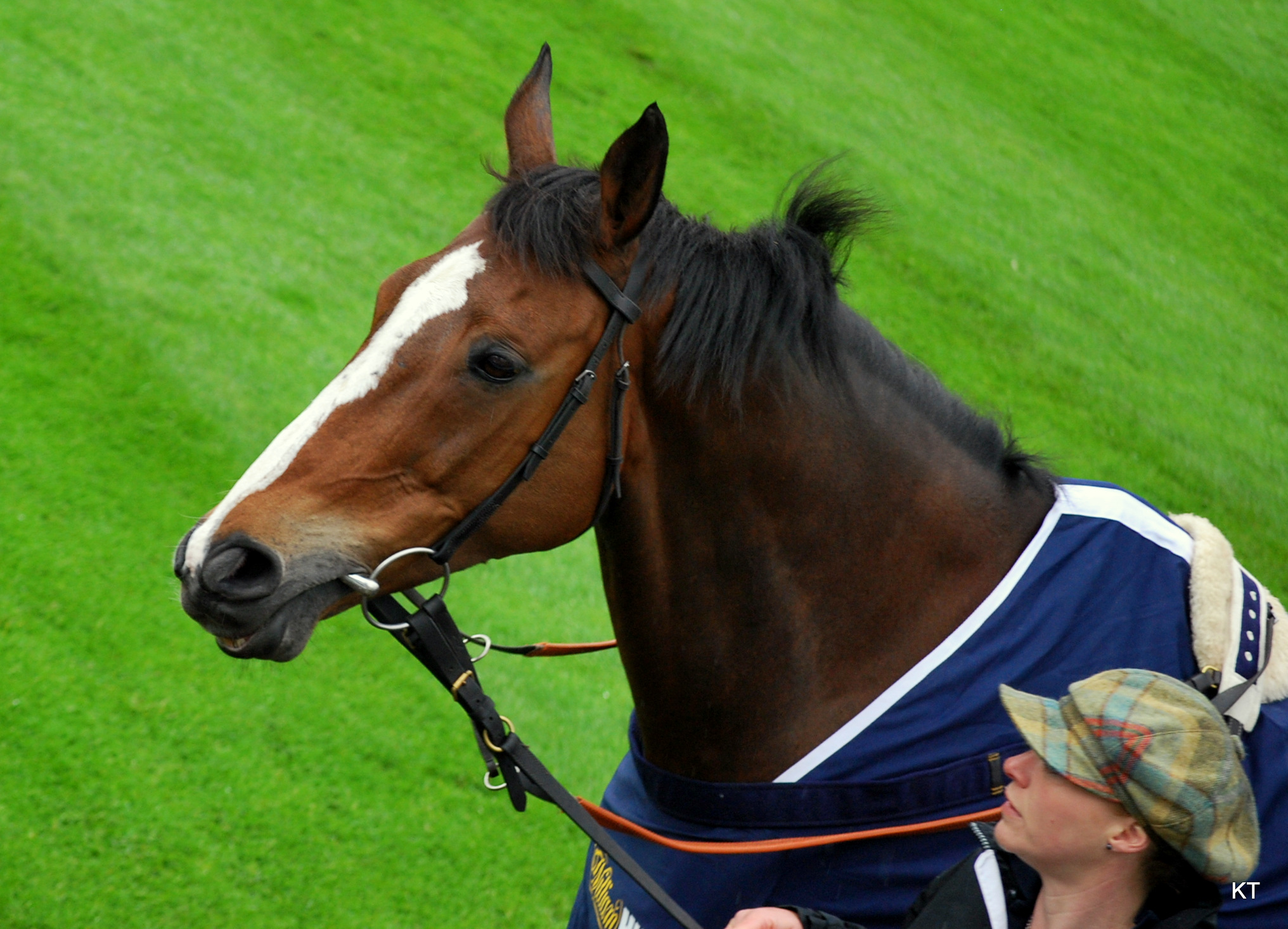
Kauto Star in 2012

Kauto Star (19 maart 2000 - 29 juni 2015) was een Frans racepaard dat zich focuste op de springraces in de wintermaanden. Hij werd getraind door Paul Nicholls in Somerset in Engeland.
Na een succesvol begin van z'n carrière in Frankrijk werd Kauto Star (uitgesproken als "Koh-Toe") een van de succesvolste paarden in Engeland. In het seizoen 2005-2006 won hij de Tingle Creek Chase en was hij favoriet voor de Queen Mother Champion Chase, waar hij al snel in de race ten val kwam.
Het seizoen 2006-2007 werd zijn succesvolste jaar. Hij won drie groep 1-races: de Betfair Chase, de Tingle Creek Chase en de King George VI Chase. Na deze overwinningen won hij de belangrijkste race van het jaar: de Cheltenham Gold Cup. Hij werd dat jaar bereden door Ruby Walsh.
In het seizoen 2007-2008 staat de teller op 2 overwinningen en een verloren race waarin Monet's Garden te sterk bleek in de Old Roan Chase. Op Boxing Day (tweede kerstdag) won Kauto Star voor de tweede maal de King George VI Chase. Door deze winst maakt hij ook voor de tweede maal kans op de bonus van 1 miljoen. Deze kan hij winnen door later in het seizoen de Cheltenham Gold Cup te winnen.
Zijn kwaliteiten zorgden ervoor dat hij de hoogste rating kreeg voor een springracepaard sinds Desert Orchid. De Racing Post gaf hem de hoogste rating sinds Carvill Hill in 1991. Ondanks zijn kwaliteiten maakt men zich wel zorgen om zijn springkwaliteiten. In bijna elke race maakt hij bijna kritieke fouten op het einde van een race. Ondanks deze fouten werden deze hem tot nu toe zelden fataal waardoor hij de races toch winnend afsloot.
Kauto Star en iedereen die aan hem verbonden is wonnen in 2007 een miljoen pond bonus vanwege het winnen van de Betfair Chase, de King George en de Gold Cup in één seizoen.
In 2008 verloor Kauto Star de Gold Cup. Hij werd tweede achter Denman. Dit paard wordt getraind door dezelfde trainer en staat normaliter naast Kauto Star in de stallen. Het duel tussen de twee concurrenten was het hoogtepunt van het jaar en er werd voor meer dan 25 miljoen op gewed bij de bookmakers.
Kauto Star was door het winnen van de Cheltenham Cold Cup in 2009, het eerste paard dat zijn titel opnieuw veroverde, nadat hij eerder in 2007 won en in 2008 door stalgenoot Denman werd verslagen. Titelverdediger Denman werd nu tweede op 13 lengten van Kauto Star. Trainer Paul Nicholls behaalde vier van de eerste vijf plaatsen in de Gold Cup van 2009. Voor Kauto Star was het de 13e 'grade 1' overwinning van zijn carrière.